# NGC 1497
NGC 1497 is een lensvormig sterrenstelsel in het sterrenbeeld Stier. Het hemelobject werd op 11 december 1876 ontdekt door de Franse astronoom Édouard Jean-Marie Stephan.

## Wil Tirion's Uranometria 2000.0
In Wil Tirion's sterrenatlas Uranometria 2000.0 (de eerste uitgave van 1987) is NGC 1497 het enige sterrenstelsel in kaart 132. NGC 1497 bevindt zich, vanaf de aarde gezien, een viertal graden ten oostzuidoosten van Messier 45, alsook een kwart graad ten oostzuidoosten van de dubbelster Struve 479 (Σ 479).

## Synoniemen
- PGC 14331
- UGC 2929
- MCG 4-10-8
- ZWG 487.9
- NPM1G +22.0134